# Licet ecclesiae catholicae

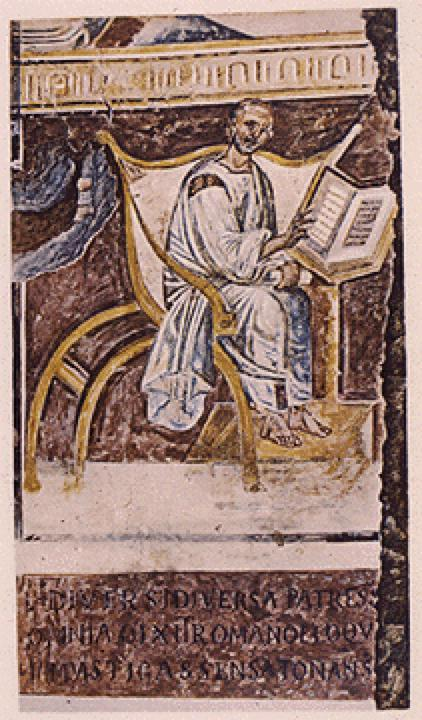
de Heilige Augustinus

Licet ecclesiae catholicae (Latijn voor Het is aan de katholieke kerk toegestaan) was een pauselijke bul, uitgevaardigd door paus Alexander IV op 9 april 1256, waarmee de orde van Augustijnen werd erkend.
De orde van de Augustijnen was op initiatief van paus Alexander IV ontstaan door een samenvoeging van diverse congregaties van kluizenaars:
- De heremieten van de Heilige drie-eenheid in Toscane
- janbonieten, genoemd naar hun stichter Johannes Buoni
- brictinensen, genoemd naar hun stichter Sint Blasius van Brictinis
- wilhelmieten, gesticht door Sint Wilhelm van Maleval
- heremieten van Augustinus

Hierdoor werd de orde de vierde grote bedelorde naast die van de franciscanen, dominicanen en karmelieten.